# Omega (1905)
Omega (Q40) – francuski eksperymentalny okręt podwodny z okresu I wojny światowej. Został zwodowany 28 listopada 1905 roku w stoczni Arsenal de Toulon, a do służby w Marine nationale wszedł w styczniu 1911 roku. 27 września 1910 roku nazwę okrętu zmieniono na „Argonaute”. Jednostka została skreślona z listy floty 20 maja 1919 roku.

## Projekt i budowa
„Omega” została zaprojektowana przez inż. Émile’a Bertina i Emmanuela Petithomme’a. Początkowo jednostka miała być wyposażona w specjalny silnik Diesla do napędu zarówno w położeniu nawodnym, jak i podwodnym, jednak fiasko tej koncepcji zmusiło konstruktorów do zainstalowania napędu parowego i silnika elektrycznego (połowy siłowni zastosowanej na okrętach typu Pluviôse).
„Omega” zbudowana została w Arsenale w Tulonie. Stępkę okrętu położono w styczniu 1903 roku, a zwodowany został 28 listopada 1905 roku.

## Dane taktyczno–techniczne
„Omega” była eksperymentalnym okrętem podwodnym o konstrukcji dwukadłubowej. Długość całkowita wynosiła 48,9 metra, szerokość 4,2 metra i zanurzenie 2,8 metra. Wyporność w położeniu nawodnym wynosiła 306 ton, a w zanurzeniu 409 ton. Okręt napędzany był na powierzchni przez jedną maszynę parową potrójnego rozprężania systemu du Temple o mocy 350 koni mechanicznych (KM), do których parę dostarczał jeden kocioł du Temple. Napęd podwodny zapewniał jeden silnik elektryczny Nancy o mocy 234 KM. Jednośrubowy układ napędowy pozwalał osiągnąć prędkość 10,25 węzła na powierzchni i 6 węzłów w zanurzeniu. Zasięg wynosił 1076 Mm przy prędkości 8 węzłów w położeniu nawodnym oraz 45 Mm przy prędkości 5 węzłów pod wodą. Dopuszczalna głębokość zanurzenia wynosiła 30 metrów.
Okręt wyposażony był w sześć wyrzutni torped kalibru 450 mm (dwie wewnętrzne na dziobie, dwie zewnętrzne systemu Drzewieckiego i dwie zewnętrzne na rufie), z łącznym zapasem 6 torped. Załoga okrętu składała się z 22 oficerów, podoficerów i marynarzy.

## Przebieg służby
27 września 1910 roku nazwę okrętu zmieniono na „Argonaute”, a do służby przyjęto go w styczniu 1911 roku. Jednostka otrzymała numer taktyczny Q40. „Argonaute” pełnił służbę na Morzu Śródziemnym do 20 maja 1919 roku, kiedy skreślony został z listy floty.